# 2020 en informatique
| Années de l'informatique : 2017 - 2018 - 2019 - 2020 - 2021 - 2022 - 2023    |
| Décennies de l'informatique : 1990 - 2000 - 2010 - 2020 - 2030 - 2040 - 2050 |

Cet article présente les faits marquants de l'année 2020 en informatique.

## Logiciel

### Système d'exploitation
- 14 janvier 2020: fin du support étendu par Microsoft de Windows Seven[1] et Windows Server 2008[2].

## Matériel
- 14 février : réalisation d'un équivalent organique d'une jonction p-n, à l'aide de deux ionoélastomères au lieu de deux semi-conducteurs cristallins. L'objectif est de réaliser à terme toute une ionoélectronique remplaçant l'électronique dans des situations où les composants électroniques, rigides et cassants, ne conviennent pas.